# Clavijo
Clavijo – gmina w Hiszpanii, w prowincji La Rioja, w La Rioja, o powierzchni 19,66 km². W 2011 roku gmina liczyła 298 mieszkańców. Tutaj w 844 roku król Asturii Ramiro I pokonał wojska arabskie.